# Równoleżnik niebieski
Równoleżnik niebieski – koło powstałe wskutek przecięcia powierzchni sfery niebieskiej płaszczyzną prostopadłą do osi świata i równoległe do horyzontu astronomicznego.